# Osttimoresische Fußballmeisterschaft der Frauen
| Saison | Name                          | Meister     |
| ------ | ----------------------------- | ----------- |
| 2019   | FFTL Women’s Cup              | SLB Laulara |
| 2020   | Liga Futebol Feto Timor-Leste | FC Buiber   |
| 2021   | Liga Futebol Feto Timor-Leste | S’Amuser FC |

Die osttimoresische Fußballmeisterschaft der Frauen wurde im Jahr 2019 zum ersten Mal durch die Federação Futebol Timor-Leste (FFTL) ausgerichtet. An der Erstaustragung unter dem Namen „FFTL Women’s Cup“ beteiligten sich acht Mannschaften, aus denen SLB Laulara als erster nationaler Meister bei den Frauen hervorging. Ende Juni 2020 – Osttimor galt zu diesem Zeitpunkt bereits seit anderthalb Monaten als coronafrei – startete die Meisterschaft mit elf Mannschaften unter dem Namen „Liga Futebol Feto Timor-Leste“ in ihre zweite Saison. In der Saison 2021 nahmen dann nur noch fünf Teams am Wettbewerb teil.